# 大矢江西町
大矢江西町（おおやえにしちょう）は、愛知県稲沢市の地名。

## 地理
稲沢市南部に位置する。東は大矢町、南は大矢浄土寺町に接する。

### 学区
|      | 小学校               | 中学校               | 高等学校 |
| ---- | -------------------- | -------------------- | -------- |
| 全域 | 稲沢市立千代田小学校 | 稲沢市立千代田中学校 | 尾張学区 |

### 河川
- 大江川[1]

## 歴史

### 沿革
- 1980年（昭和55年） - 稲沢市大矢町の一部により、同市大矢江西町が成立[2]。

### WEB
1. ↑  “愛知県稲沢市の郵便番号一覧”.   日本郵便. 2023年11月11日閲覧。
2. ↑  “市外局番の一覧” (PDF).   総務省 (2022年3月1日). 2022年3月22日閲覧。
3. 1 2  稲沢市役所 教育委員会事務局 学校教育課 学習支援グループ (2020年4月9日). “住所50音順通学区域（小・中学校）”.   稲沢市. 2024年6月4日閲覧。

### 書籍
1. 1 2 3  「角川日本地名大辞典」編纂委員会 1989, p. 1592.
2. ↑  「角川日本地名大辞典」編纂委員会 1989, p. 297.